# 루카스 크라나흐 (아들)
루카스 크라나흐(Lucas Cranach der Jüngere, 1515년 10월 4일 - 1586년 1월 25일)는 독일의 르네상스  화가이며 루터를 지지하고 루터의 작품을 남겼던 유명한 루카스 크라나흐의 아들이다. 그의 작품은 그의 아버지와 비슷한 경향을 가지고 있으며 알레고리와 신비주의의 관점을 가지고 있다.

## 작품

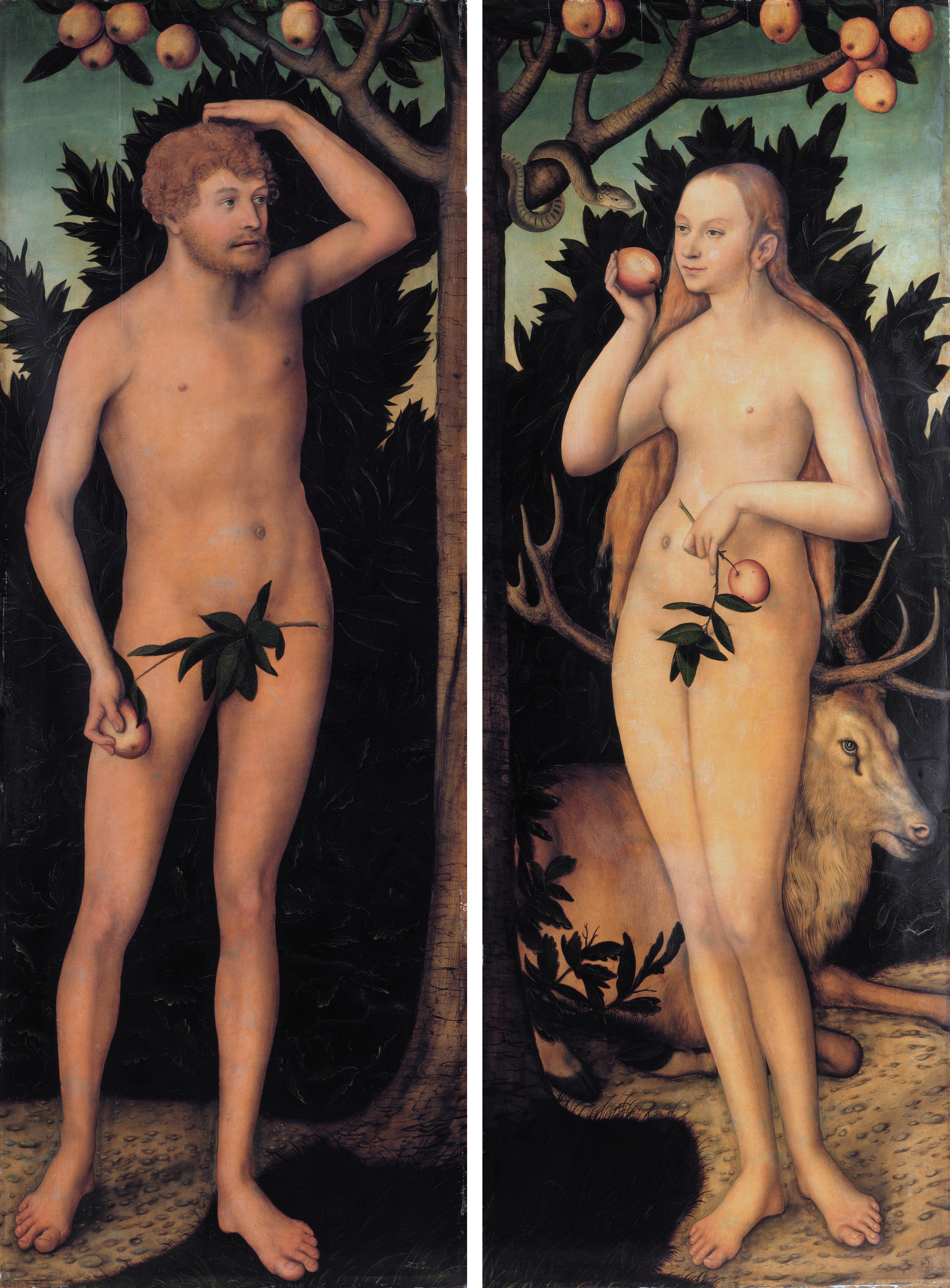
아담과 하와
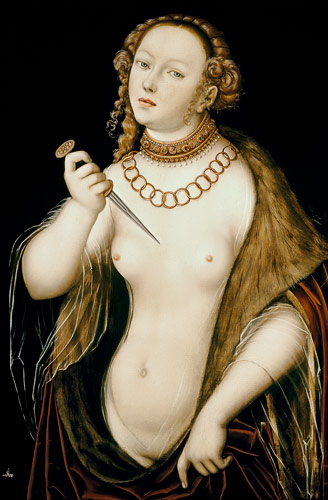
루크 레 티아 (1538)
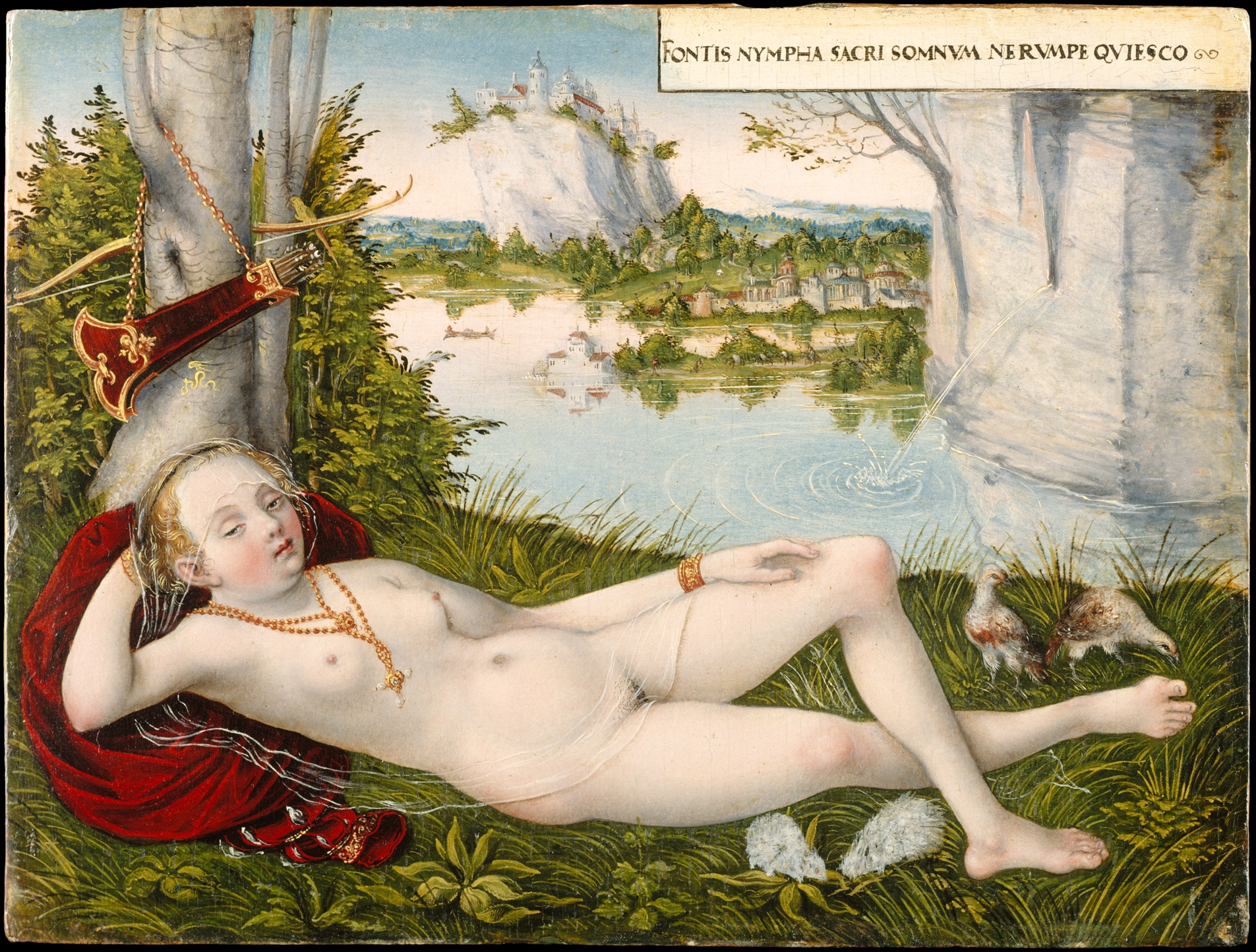
요정의 봄 (1545-1550)
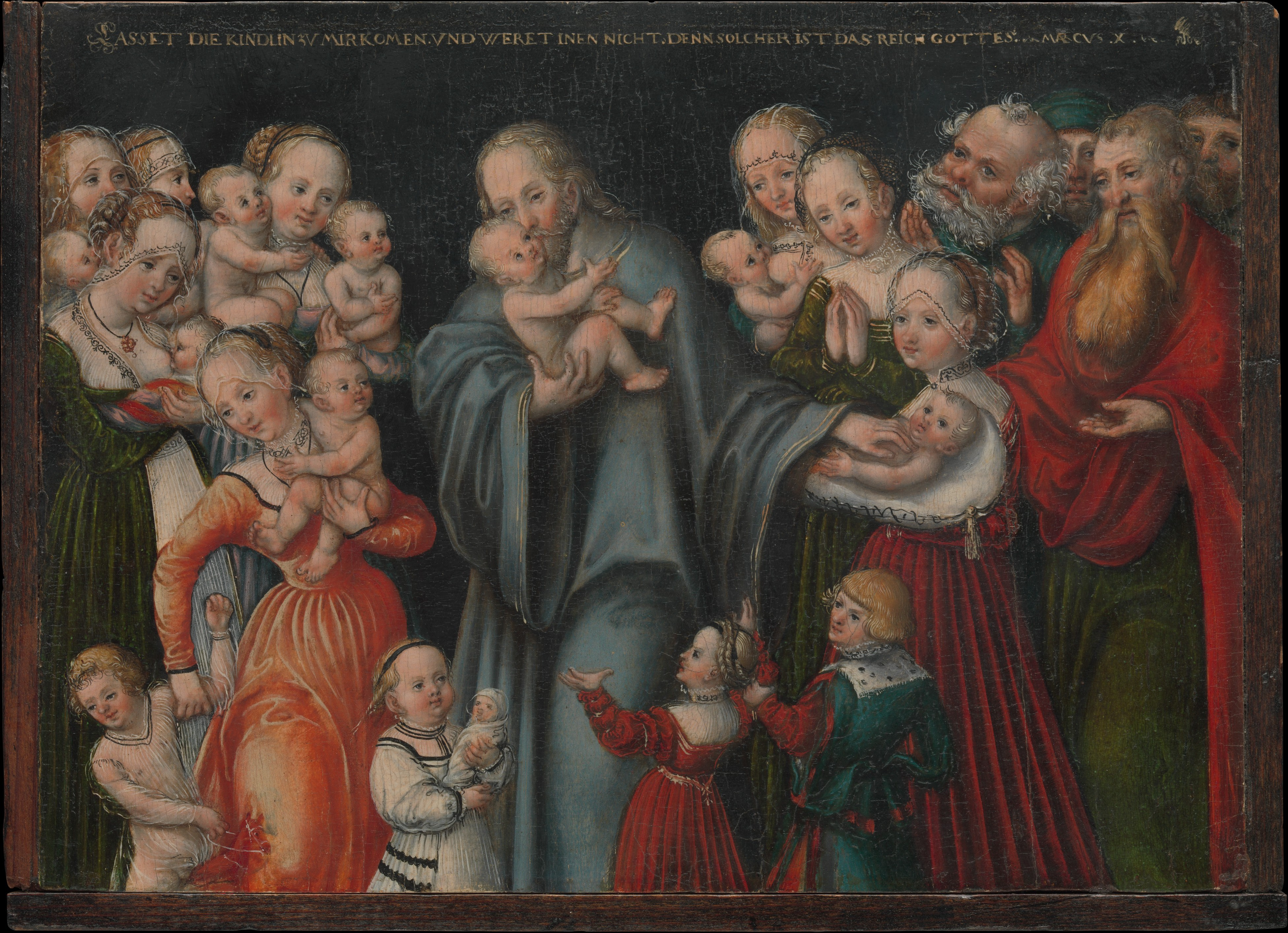
어린이들을 축복하는 그리스도 (1545-1550)
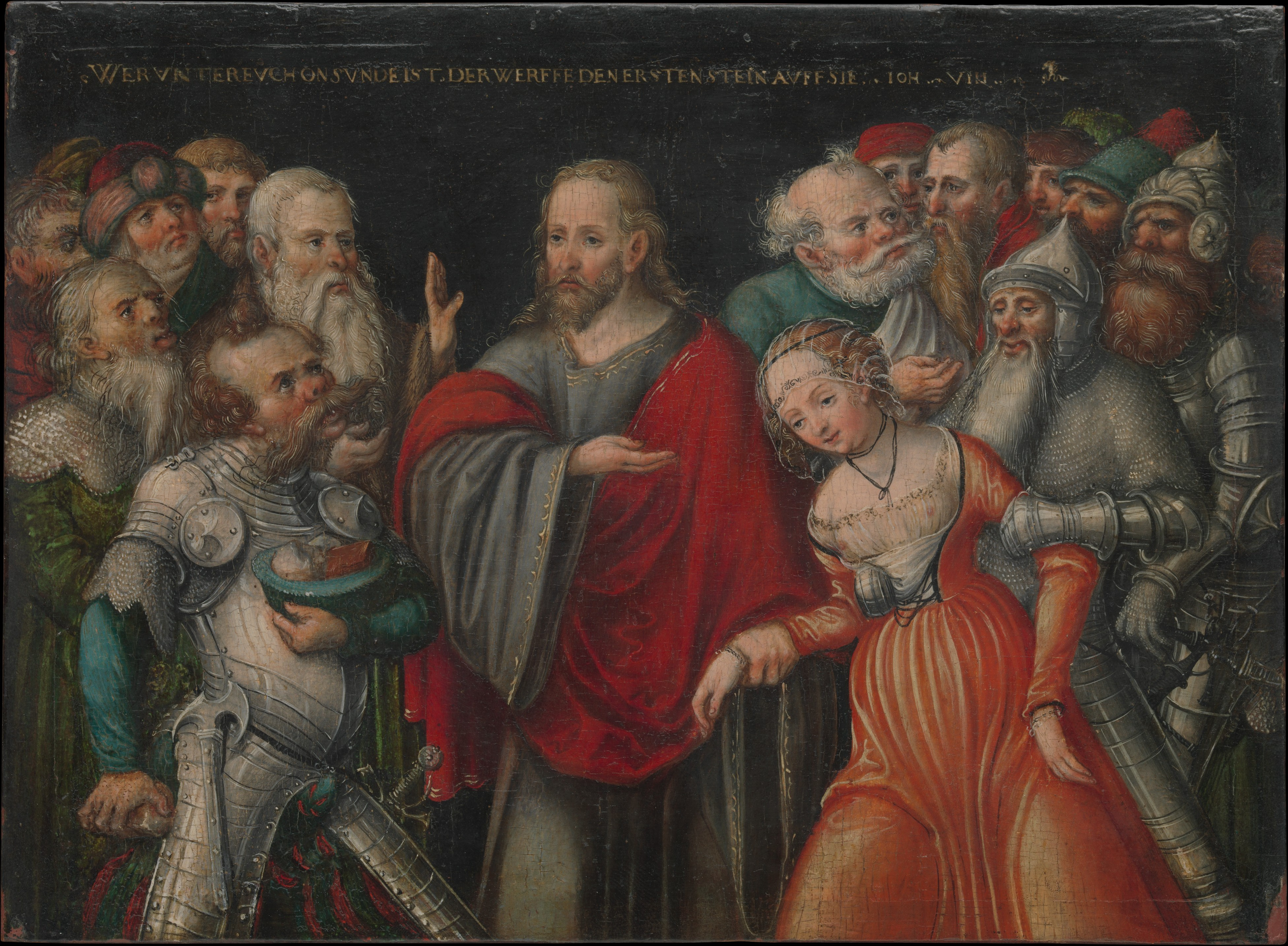
그리스도와 여인(1545-1550)
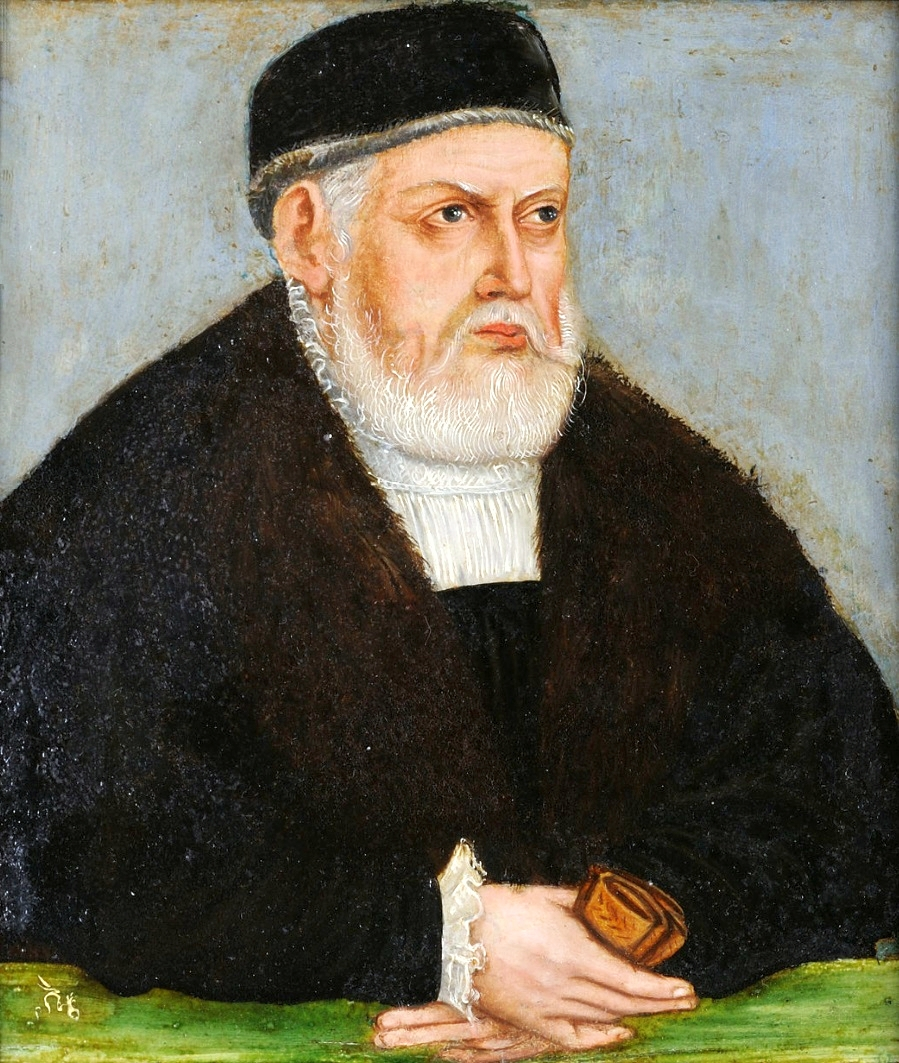
크라나흐의 아들 시기문드 1553
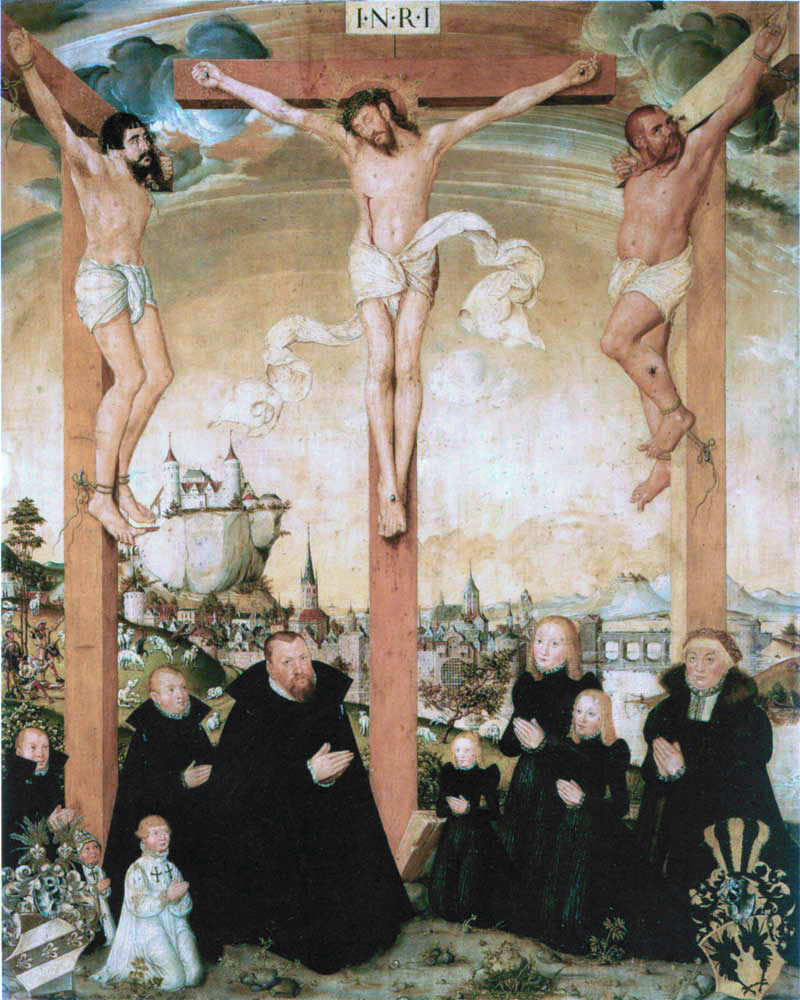
조오지 크라코 가족 1563
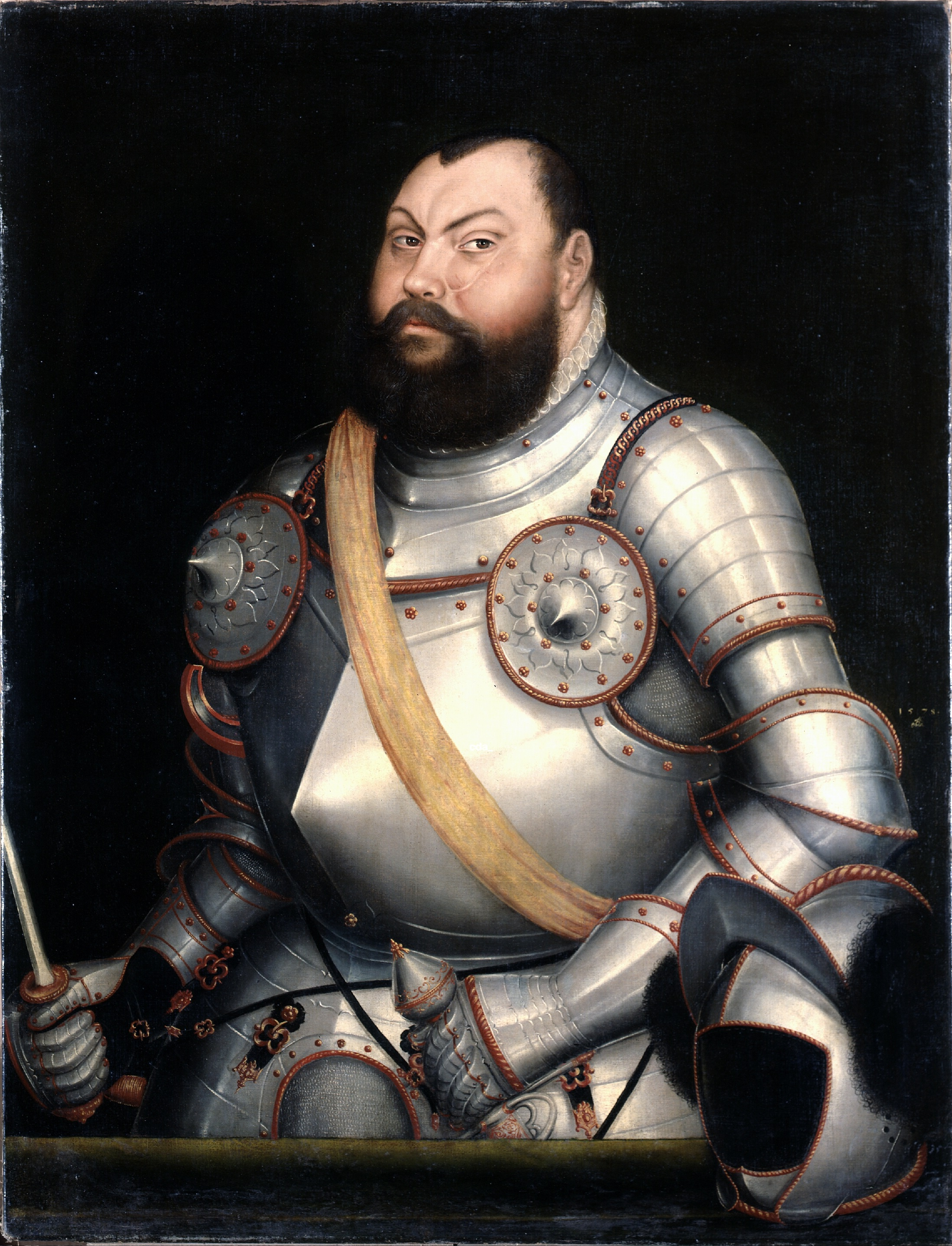
삭소니 선제후 프레드릭 요한 (1578)
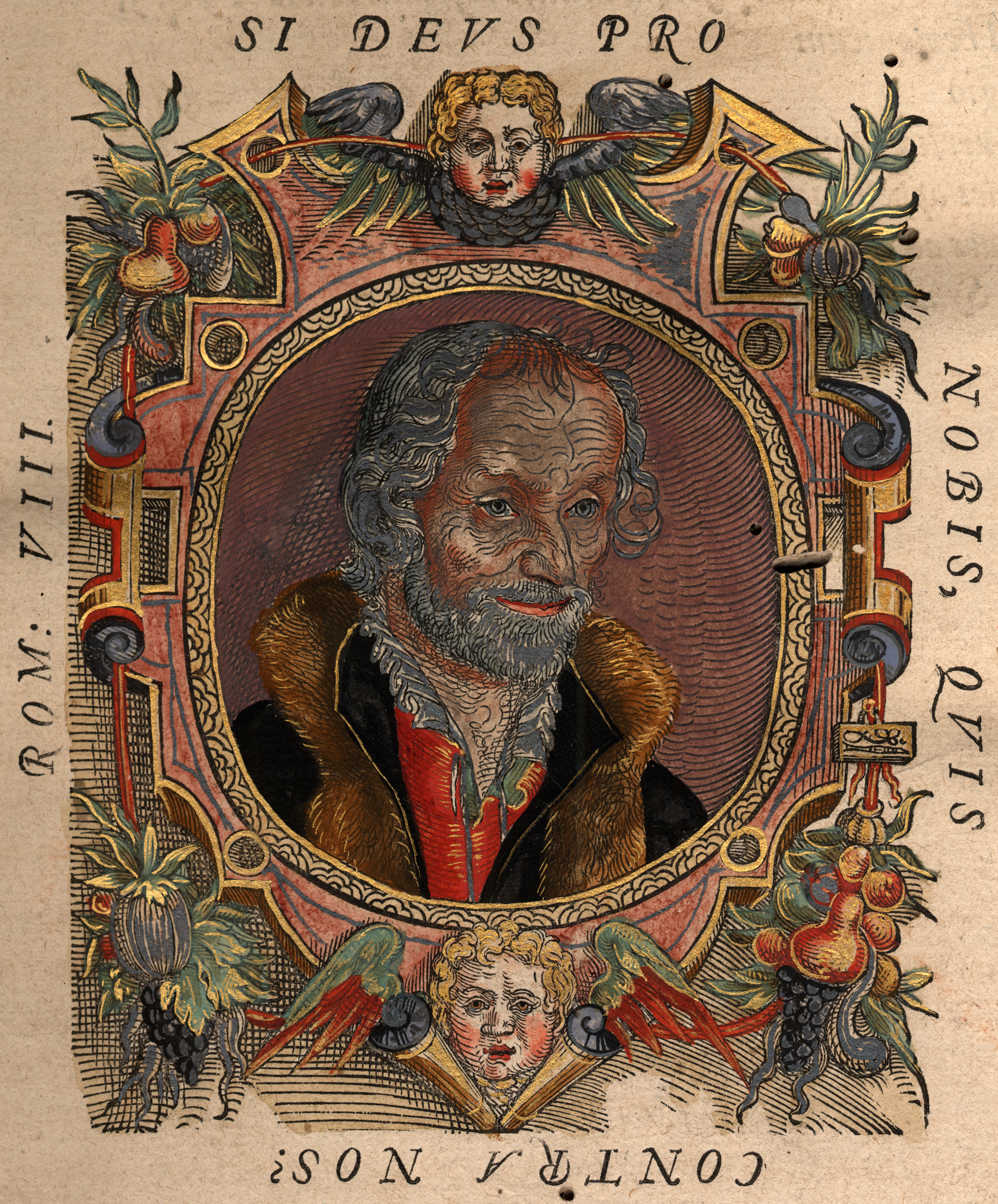
필리프 멜랑히톤(1562)